# Йоганн Генріх Фрідріх Лінк
Генріх Фрідріх Лінк (нім. Heinrich Friedrich Link; 1767—1851) — німецький натураліст, ботанік, енциклопедист, масон.

## Біографія
Освіту здобув в Геттінгенському університеті, де вивчав медицину і природничі науки. 1789 року захистив дисертацію на тему «Flora der Felsgesteine rund um Göttingen» і став приват-доцентом.
У 1792 році він став першим професором кафедри хімії, зоології та ботаніки в Ростоцькому університеті. 1806 року він створив першу хімічну лабораторію в Ростоці. У цей період він видав велику кількість статей і книг з найрізноманітніших тем: фізики, хімії, геології, мінералогії, ботаніки та зоології, натурфілософії і етики, доісторичної та ранньої історії. Двічі обирався ректором університету.
У 1797—1799 роках він разом з ботаніком, орнітологом і ентомологом з Дрездена графом Гофманзегом здійснив мандрівку по Португалії. Після цієї поїздки ботаніка стала його головним науковим інтересом.
У 1800 році став членом Леопольдини.
У 1811 році Лінк призначений професором хімії і ботаніки в університеті Бреслау, де він двічі обирався ректором університету. Після смерті Карла Людвіга Вільденова в 1815 році він став професором природознавства, куратором гербарію і директором ботанічного саду в Берліні .

У 1783 році Лінка прийняли до масонської ложі «Врата вічності» (Pforte der Ewigkeit) в Гільдесгаймі. Згодом він був активним членом лож в Ростоку, Бреслау і Берліні. Особливі заслуги перед масонством Лінк отримав коли обіймав посаду великого майстра Великої ложі «Royal York, genannt zur Freundschaft» між 1831 і 1850 роками.

## Праці
Велика частина робіт Лінка була присвячена різних розділів ботаніки:
- " Elementa philosophiae botanicae ", Берлін, 1824.
- "Handbuch zur Erkennung der nutzbarsten und am häufigsten vorkommenden Gewächse " 3 т., Берлін, 1829-33.
- " Jahresbericht über die Arbeiten für physiologische Botanik im [Архівовано 19 жовтня 2021 у Wayback Machine.] Jahre 1840 [Архівовано 19 жовтня 2021 у Wayback Machine.] ", 1842.
- «Vorlesungen über die Kräuterkunde», Берлін, 1843-45.

Систематика і географія рослин:

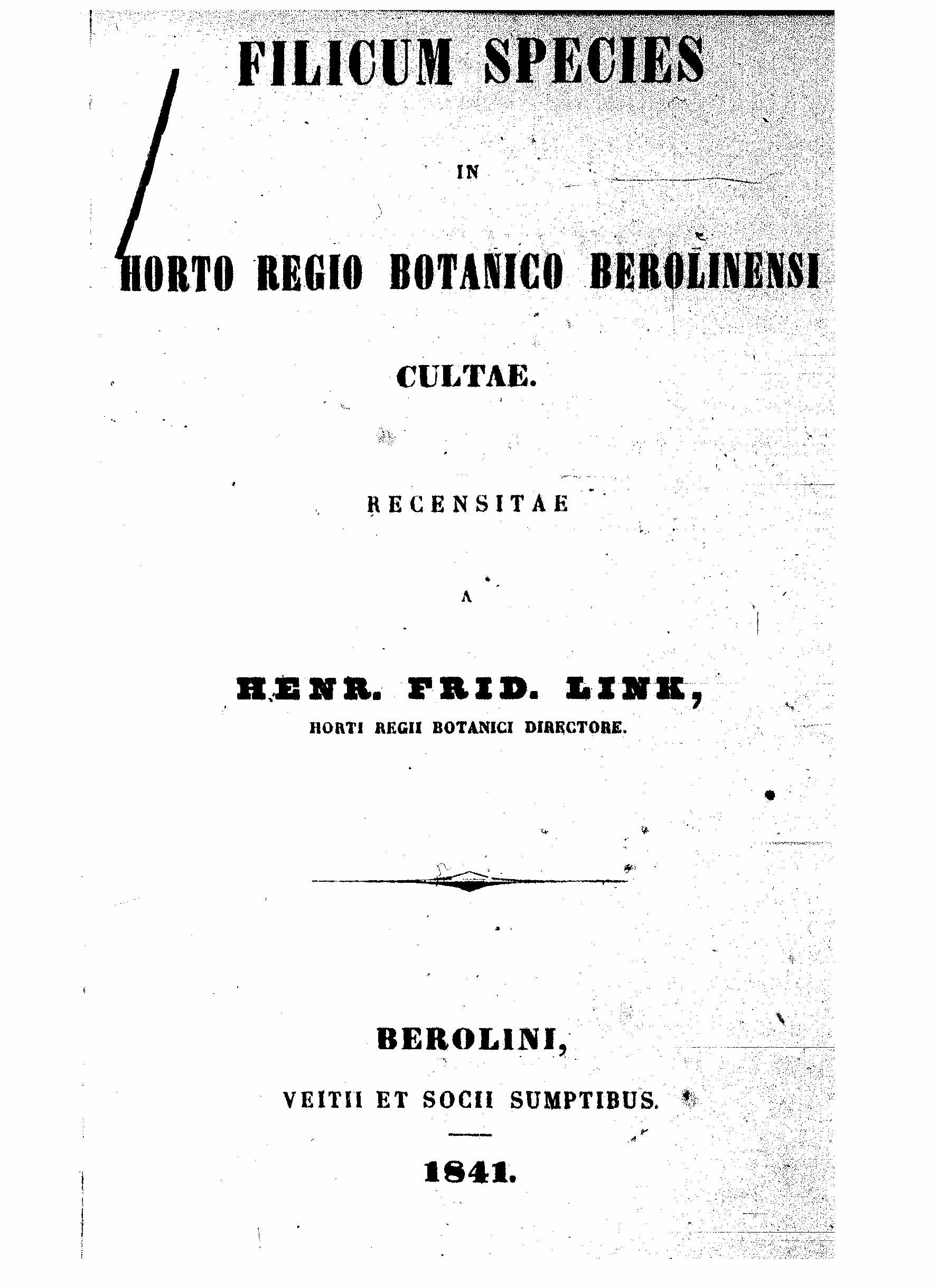
Титульний аркуш роботи «Filicum species in horto regio Berolinensi cultae», 1841.

- «Flore portugaise», Берлін, 1809-40.
- «Icones plantarum selectarum horti regii botanici Berolinensis» спільно з Крістофом Фрідріхом Отто, Берлін, 1820-28.
- «Enumeratio plantarum horti regii botanici Berolinensis» 2 т., Берлін, 1821-22.
- «Ueber die Gattungen Melocactus und Echinocactus», Берлін, 1827.
- "Handbuch zur Erkennung der nutzbarsten und am häufigsten vorkommenden Gewächse " 3 т., Берлін, 1829-33.
- " Hortus Regius Botanicus Berolinensis descriptus ", Берлін, 1833.
- «Filicum species in horto regio Berolinensi cultae», Берлін, 1841.
- «Icones plantarum rariorum horti regii botanici Berolinensis» спільно з Отто, Берлін ,, 1841—1844.

Анатомія рослин:
- «Grundlehren der Anatomie und Physiologie der Pflanzen», Геттінген, 1807.
- «Ausgew ä hlte anatomisch-botanische Abbildungen» 5 ч., Берлін, 1842-47.
- «Anatomia plantarum iconibus illustrata» 3 т., Берлін, 1843-47.